# Gold Cup 2017
Navigation
Canada-États-Unis 2015 Costa Rica-Jamaïque-États-Unis 2019
La Gold Cup 2017 est la 14e édition de la Gold Cup, organisée aux États-Unis, du 7 au 26 juillet 2017.
Deux équipes participent pour la première fois au tournoi continental : la Guyane et Curaçao, même si cette dernière avait déjà disputé quatre éditions de la Coupe des nations de la CONCACAF (ancienne appellation) sous la bannière des Antilles néerlandaises.
Côté français, cette compétition est marquée par les sanctions infligées à la Guyane pour avoir titularisé Florent Malouda, ancien international français. Pourtant lors de la Gold Cup 2007, Jocelyn Angloma – international français lui aussi – avait joué pour la Guadeloupe sans que cette dernière soit sanctionnée. Seulement, la CONCACAF prétend que son règlement a changé, alors que la Fédération guyanaise affirme pour sa part que si on ne considère pas qu'elle est une sélection régionale (dont les joueurs peuvent jouer pour la nation et la région), c'est qu'alors elle doit être traitée comme une sélection internationale dont les joueurs peuvent opter le jour où elle est reconnue en tant que telle, citant l'exemple du Kosovo. La FIFA, n'ayant pas été consultée lors du précédent Angloma, répond que Malouda avait le choix dès l'époque de sa première sélection.

## Barrage
En mars 2017, un barrage aller-retour est organisé entre les équipes classées cinquièmes de la Copa Centroamericana 2017 et de la Coupe caribéenne des nations 2017 (le Nicaragua et Haïti respectivement) afin de déterminer le dernier qualifié pour la Gold Cup 2017.
| Équipe 1 | Résultat | Équipe 2  | Aller | Retour |
| -------- | -------- | --------- | ----- | ------ |
| Haïti    | 3 - 4    | Nicaragua | 3 - 1 | 0 - 3  |

| 24 mars 2017 | Haïti                        | 3 – 1   | Nicaragua     | Stade Sylvio-Cator, Port-au-Prince |                         |
| 19h00        | Louis 18e 55e · Guerrier 39e | (2 - 0) | 86e Chavarría | Arbitrage : Drew Fisher            | Arbitrage : Drew Fisher |
| 19h00        | Rapport                      |         |               | Arbitrage : Drew Fisher            | Arbitrage : Drew Fisher |

| 28 mars 2017 | Nicaragua                    | 3 – 0   | Haïti | Estadio Nacional de Fútbol, Managua |                               |
| 19h00        | Barrera 85e (pen.) 87e 90+1e | (0 - 0) |       | Arbitrage : Jorge Isaac Rojas       | Arbitrage : Jorge Isaac Rojas |
| 19h00        | Rapport                      |         |       | Arbitrage : Jorge Isaac Rojas       | Arbitrage : Jorge Isaac Rojas |

## Nations participantes
| Équipe                                                                     | Qualification                     | Nombre de participations |
| Amérique du Nord                                                           | Amérique du Nord                  | Amérique du Nord         |
| -------------------------------------------------------------------------- | --------------------------------- | ------------------------ |
| États-Unis                                                                 | D'office                          | 16e                      |
| Mexique                                                                    | D'office                          | 22e                      |
| Canada                                                                     | D'office                          | 16e                      |
| Caraïbes - qualifiés par le biais de la Coupe caribéenne des nations 2017  |                                   |                          |
| Curaçao                                                                    | Vainqueur                         | 1re (5e)                 |
| Martinique                                                                 | Finaliste                         | 5e                       |
| Guyane                                                                     | Troisième                         | 1re                      |
| Jamaïque                                                                   | Quatrième                         | 12e                      |
| Amérique Centrale - qualifiés par le biais de la Copa Centroamericana 2017 |                                   |                          |
| Honduras                                                                   | Vainqueur                         | 19e                      |
| Panama                                                                     | Deuxième                          | 9e                       |
| Salvador                                                                   | Troisième                         | 16e                      |
| Costa Rica                                                                 | Quatrième                         | 19e                      |
| Nicaragua                                                                  | Barrage interzone Caraïbes/centre | 4e                       |

## Les stades
Le 19 décembre 2016, la CONCACAF annonce que 14 stades ont été retenus afin d'accueillir les matchs du tournoi.
| Cleveland           | Denver | Frisco | Harrison | Houston               |
| ------------------- | --- | --- | --- | --------------------- |
| FirstEnergy Stadium | Sports Authority Field at Mile High | Toyota Stadium | Red Bull Arena | BBVA Compass Stadium  |
| Capacité : 67,431   | Capacité : 76,125 | Capacité : 16,000 | Capacité : 25,000 | Capacité : 22,000     |
|                     | | | |                       |
|                     | | | |                       |
| Nashville           | [[Fichier:Usa edcp (+HI +AK) location map.svg\|715px\|{{#if:\|{{{alt}}}\|Gold Cup 2017 est dans la page États-Unis.]]Cleveland Glendale Frisco Houston Nashville Harrison Denver San Antonio San Diego Tampa Philadelphie Pasadena Santa Clara Arlington Gold Cup 2017 (États-Unis) | [[Fichier:Usa edcp (+HI +AK) location map.svg\|715px\|{{#if:\|{{{alt}}}\|Gold Cup 2017 est dans la page États-Unis.]]Cleveland Glendale Frisco Houston Nashville Harrison Denver San Antonio San Diego Tampa Philadelphie Pasadena Santa Clara Arlington Gold Cup 2017 (États-Unis) | [[Fichier:Usa edcp (+HI +AK) location map.svg\|715px\|{{#if:\|{{{alt}}}\|Gold Cup 2017 est dans la page États-Unis.]]Cleveland Glendale Frisco Houston Nashville Harrison Denver San Antonio San Diego Tampa Philadelphie Pasadena Santa Clara Arlington Gold Cup 2017 (États-Unis) | San Antonio           |
| Nissan Stadium      | [[Fichier:Usa edcp (+HI +AK) location map.svg\|715px\|{{#if:\|{{{alt}}}\|Gold Cup 2017 est dans la page États-Unis.]]Cleveland Glendale Frisco Houston Nashville Harrison Denver San Antonio San Diego Tampa Philadelphie Pasadena Santa Clara Arlington Gold Cup 2017 (États-Unis) | [[Fichier:Usa edcp (+HI +AK) location map.svg\|715px\|{{#if:\|{{{alt}}}\|Gold Cup 2017 est dans la page États-Unis.]]Cleveland Glendale Frisco Houston Nashville Harrison Denver San Antonio San Diego Tampa Philadelphie Pasadena Santa Clara Arlington Gold Cup 2017 (États-Unis) | [[Fichier:Usa edcp (+HI +AK) location map.svg\|715px\|{{#if:\|{{{alt}}}\|Gold Cup 2017 est dans la page États-Unis.]]Cleveland Glendale Frisco Houston Nashville Harrison Denver San Antonio San Diego Tampa Philadelphie Pasadena Santa Clara Arlington Gold Cup 2017 (États-Unis) | Alamodome             |
| Capacité : 69,000   | [[Fichier:Usa edcp (+HI +AK) location map.svg\|715px\|{{#if:\|{{{alt}}}\|Gold Cup 2017 est dans la page États-Unis.]]Cleveland Glendale Frisco Houston Nashville Harrison Denver San Antonio San Diego Tampa Philadelphie Pasadena Santa Clara Arlington Gold Cup 2017 (États-Unis) | [[Fichier:Usa edcp (+HI +AK) location map.svg\|715px\|{{#if:\|{{{alt}}}\|Gold Cup 2017 est dans la page États-Unis.]]Cleveland Glendale Frisco Houston Nashville Harrison Denver San Antonio San Diego Tampa Philadelphie Pasadena Santa Clara Arlington Gold Cup 2017 (États-Unis) | [[Fichier:Usa edcp (+HI +AK) location map.svg\|715px\|{{#if:\|{{{alt}}}\|Gold Cup 2017 est dans la page États-Unis.]]Cleveland Glendale Frisco Houston Nashville Harrison Denver San Antonio San Diego Tampa Philadelphie Pasadena Santa Clara Arlington Gold Cup 2017 (États-Unis) | Capacité : 65,000     |
|                     | [[Fichier:Usa edcp (+HI +AK) location map.svg\|715px\|{{#if:\|{{{alt}}}\|Gold Cup 2017 est dans la page États-Unis.]]Cleveland Glendale Frisco Houston Nashville Harrison Denver San Antonio San Diego Tampa Philadelphie Pasadena Santa Clara Arlington Gold Cup 2017 (États-Unis) | [[Fichier:Usa edcp (+HI +AK) location map.svg\|715px\|{{#if:\|{{{alt}}}\|Gold Cup 2017 est dans la page États-Unis.]]Cleveland Glendale Frisco Houston Nashville Harrison Denver San Antonio San Diego Tampa Philadelphie Pasadena Santa Clara Arlington Gold Cup 2017 (États-Unis) | [[Fichier:Usa edcp (+HI +AK) location map.svg\|715px\|{{#if:\|{{{alt}}}\|Gold Cup 2017 est dans la page États-Unis.]]Cleveland Glendale Frisco Houston Nashville Harrison Denver San Antonio San Diego Tampa Philadelphie Pasadena Santa Clara Arlington Gold Cup 2017 (États-Unis) |                       |
|                     | [[Fichier:Usa edcp (+HI +AK) location map.svg\|715px\|{{#if:\|{{{alt}}}\|Gold Cup 2017 est dans la page États-Unis.]]Cleveland Glendale Frisco Houston Nashville Harrison Denver San Antonio San Diego Tampa Philadelphie Pasadena Santa Clara Arlington Gold Cup 2017 (États-Unis) | [[Fichier:Usa edcp (+HI +AK) location map.svg\|715px\|{{#if:\|{{{alt}}}\|Gold Cup 2017 est dans la page États-Unis.]]Cleveland Glendale Frisco Houston Nashville Harrison Denver San Antonio San Diego Tampa Philadelphie Pasadena Santa Clara Arlington Gold Cup 2017 (États-Unis) | [[Fichier:Usa edcp (+HI +AK) location map.svg\|715px\|{{#if:\|{{{alt}}}\|Gold Cup 2017 est dans la page États-Unis.]]Cleveland Glendale Frisco Houston Nashville Harrison Denver San Antonio San Diego Tampa Philadelphie Pasadena Santa Clara Arlington Gold Cup 2017 (États-Unis) |                       |
| San Diego           | [[Fichier:Usa edcp (+HI +AK) location map.svg\|715px\|{{#if:\|{{{alt}}}\|Gold Cup 2017 est dans la page États-Unis.]]Cleveland Glendale Frisco Houston Nashville Harrison Denver San Antonio San Diego Tampa Philadelphie Pasadena Santa Clara Arlington Gold Cup 2017 (États-Unis) | [[Fichier:Usa edcp (+HI +AK) location map.svg\|715px\|{{#if:\|{{{alt}}}\|Gold Cup 2017 est dans la page États-Unis.]]Cleveland Glendale Frisco Houston Nashville Harrison Denver San Antonio San Diego Tampa Philadelphie Pasadena Santa Clara Arlington Gold Cup 2017 (États-Unis) | [[Fichier:Usa edcp (+HI +AK) location map.svg\|715px\|{{#if:\|{{{alt}}}\|Gold Cup 2017 est dans la page États-Unis.]]Cleveland Glendale Frisco Houston Nashville Harrison Denver San Antonio San Diego Tampa Philadelphie Pasadena Santa Clara Arlington Gold Cup 2017 (États-Unis) | Tampa                 |
| Qualcomm Stadium    | [[Fichier:Usa edcp (+HI +AK) location map.svg\|715px\|{{#if:\|{{{alt}}}\|Gold Cup 2017 est dans la page États-Unis.]]Cleveland Glendale Frisco Houston Nashville Harrison Denver San Antonio San Diego Tampa Philadelphie Pasadena Santa Clara Arlington Gold Cup 2017 (États-Unis) | [[Fichier:Usa edcp (+HI +AK) location map.svg\|715px\|{{#if:\|{{{alt}}}\|Gold Cup 2017 est dans la page États-Unis.]]Cleveland Glendale Frisco Houston Nashville Harrison Denver San Antonio San Diego Tampa Philadelphie Pasadena Santa Clara Arlington Gold Cup 2017 (États-Unis) | [[Fichier:Usa edcp (+HI +AK) location map.svg\|715px\|{{#if:\|{{{alt}}}\|Gold Cup 2017 est dans la page États-Unis.]]Cleveland Glendale Frisco Houston Nashville Harrison Denver San Antonio San Diego Tampa Philadelphie Pasadena Santa Clara Arlington Gold Cup 2017 (États-Unis) | Raymond James Stadium |
| Capacité : 70,561   | [[Fichier:Usa edcp (+HI +AK) location map.svg\|715px\|{{#if:\|{{{alt}}}\|Gold Cup 2017 est dans la page États-Unis.]]Cleveland Glendale Frisco Houston Nashville Harrison Denver San Antonio San Diego Tampa Philadelphie Pasadena Santa Clara Arlington Gold Cup 2017 (États-Unis) | [[Fichier:Usa edcp (+HI +AK) location map.svg\|715px\|{{#if:\|{{{alt}}}\|Gold Cup 2017 est dans la page États-Unis.]]Cleveland Glendale Frisco Houston Nashville Harrison Denver San Antonio San Diego Tampa Philadelphie Pasadena Santa Clara Arlington Gold Cup 2017 (États-Unis) | [[Fichier:Usa edcp (+HI +AK) location map.svg\|715px\|{{#if:\|{{{alt}}}\|Gold Cup 2017 est dans la page États-Unis.]]Cleveland Glendale Frisco Houston Nashville Harrison Denver San Antonio San Diego Tampa Philadelphie Pasadena Santa Clara Arlington Gold Cup 2017 (États-Unis) | Capacité : 65,890     |
|                     | [[Fichier:Usa edcp (+HI +AK) location map.svg\|715px\|{{#if:\|{{{alt}}}\|Gold Cup 2017 est dans la page États-Unis.]]Cleveland Glendale Frisco Houston Nashville Harrison Denver San Antonio San Diego Tampa Philadelphie Pasadena Santa Clara Arlington Gold Cup 2017 (États-Unis) | [[Fichier:Usa edcp (+HI +AK) location map.svg\|715px\|{{#if:\|{{{alt}}}\|Gold Cup 2017 est dans la page États-Unis.]]Cleveland Glendale Frisco Houston Nashville Harrison Denver San Antonio San Diego Tampa Philadelphie Pasadena Santa Clara Arlington Gold Cup 2017 (États-Unis) | [[Fichier:Usa edcp (+HI +AK) location map.svg\|715px\|{{#if:\|{{{alt}}}\|Gold Cup 2017 est dans la page États-Unis.]]Cleveland Glendale Frisco Houston Nashville Harrison Denver San Antonio San Diego Tampa Philadelphie Pasadena Santa Clara Arlington Gold Cup 2017 (États-Unis) |                       |
|                     | [[Fichier:Usa edcp (+HI +AK) location map.svg\|715px\|{{#if:\|{{{alt}}}\|Gold Cup 2017 est dans la page États-Unis.]]Cleveland Glendale Frisco Houston Nashville Harrison Denver San Antonio San Diego Tampa Philadelphie Pasadena Santa Clara Arlington Gold Cup 2017 (États-Unis) | [[Fichier:Usa edcp (+HI +AK) location map.svg\|715px\|{{#if:\|{{{alt}}}\|Gold Cup 2017 est dans la page États-Unis.]]Cleveland Glendale Frisco Houston Nashville Harrison Denver San Antonio San Diego Tampa Philadelphie Pasadena Santa Clara Arlington Gold Cup 2017 (États-Unis) | [[Fichier:Usa edcp (+HI +AK) location map.svg\|715px\|{{#if:\|{{{alt}}}\|Gold Cup 2017 est dans la page États-Unis.]]Cleveland Glendale Frisco Houston Nashville Harrison Denver San Antonio San Diego Tampa Philadelphie Pasadena Santa Clara Arlington Gold Cup 2017 (États-Unis) |                       |
| Arlington           | Glendale | Pasadena | Philadelphie | Santa Clara           |
| AT&T Stadium        | University of Phoenix Stadium | Rose Bowl | Lincoln Financial Field | Levi's Stadium        |
| Capacité : 100,000  | Capacité : 63,400 | Capacité : 90,000 | Capacité : 69,596 | Capacité : 68,500     |
|                     | | | |                       |
|                     | | | |                       |

## Premier tour
Tous les horaires données sont à l'heure de l'Est (UTC−04:00).
| Index des couleurs | Index des couleurs                                                                                                   |
| ------------------ | --- |
|                    | Équipes qualifiées pour les quarts de finale - Vainqueurs de groupe - Seconds du groupe - Les 2 meilleurs troisièmes |

### Groupe A
|   | Équipe     | Pts | J | G | N | P | BP | BC | Diff |
| - | ---------- | --- | - | - | - | - | -- | -- | ---- |
| 1 | Costa Rica | 7   | 3 | 2 | 1 | 0 | 5  | 1  | +4   |
| 2 | Canada     | 5   | 3 | 1 | 2 | 0 | 5  | 3  | +2   |
| 3 | Honduras   | 4   | 3 | 1 | 1 | 1 | 3  | 1  | +2   |
| 4 | Guyane     | 0   | 3 | 0 | 0 | 3 | 2  | 10 | -8   |

1re journée
| 7 juillet 2017 | Guyane                   | 2 - 4   | Canada                                       | Red Bull Arena, Harrison                    |                                             |
|                | Contout 69e · Privat 71e | (0 - 2) | 28e Jaković · 45+2e Arfield · 60e 85e Davies | Spectateurs : 25 817 Arbitrage : John Pitti | Spectateurs : 25 817 Arbitrage : John Pitti |
|                | Rapport                  |         |                                              | Spectateurs : 25 817 Arbitrage : John Pitti | Spectateurs : 25 817 Arbitrage : John Pitti |

| 7 juillet 2017 | Honduras | 0 - 1   | Costa Rica | Red Bull Arena, Harrison                      |                                               |
|                |          | (0 - 1) | 39e Ureña  | Spectateurs : 25 817 Arbitrage : Walter López | Spectateurs : 25 817 Arbitrage : Walter López |
|                | Rapport  |         |            | Spectateurs : 25 817 Arbitrage : Walter López | Spectateurs : 25 817 Arbitrage : Walter López |

2e journée
| 11 juillet 2017 | Costa Rica | 1 - 1   | Canada     | BBVA Compass Stadium, Houston                |                                              |
|                 | Calvo 42e  | (1 - 1) | 26e Davies | Spectateurs : 12 019 Arbitrage : Mark Geiger | Spectateurs : 12 019 Arbitrage : Mark Geiger |
|                 | Rapport    |         |            | Spectateurs : 12 019 Arbitrage : Mark Geiger | Spectateurs : 12 019 Arbitrage : Mark Geiger |

| 11 juillet 2017 | Honduras | 3 - 0 (sur tapis vert) | Guyane | BBVA Compass Stadium, Houston |
|                 |          |                        |        | Arbitrage : Yadel Martínez    |
|                 | Rapport  |                        |        |                               |

3e journée
| 14 juillet 2017 | Costa Rica                               | 3 - 0   | Guyane | Toyota Stadium, Frisco         |                                |
|                 | Rodríguez 4e · Wallace 79e · Ramírez 83e | (1 - 0) |        | Arbitrage : César Arturo Ramos | Arbitrage : César Arturo Ramos |
|                 | Rapport                                  |         |        | Arbitrage : César Arturo Ramos | Arbitrage : César Arturo Ramos |

| 14 juillet 2017 | Canada  | 0 - 0   | Honduras | Toyota Stadium, Frisco                        |                                               |
|                 |         | (0 - 0) |          | Spectateurs : 10 048 Arbitrage : Joel Aguilar | Spectateurs : 10 048 Arbitrage : Joel Aguilar |
|                 | Rapport |         |          | Spectateurs : 10 048 Arbitrage : Joel Aguilar | Spectateurs : 10 048 Arbitrage : Joel Aguilar |

### Groupe B
|   | Équipe     | Pts | J | G | N | P | BP | BC | Diff |
| - | ---------- | --- | - | - | - | - | -- | -- | ---- |
| 1 | États-Unis | 7   | 3 | 2 | 1 | 0 | 7  | 3  | +4   |
| 2 | Panama     | 7   | 3 | 2 | 1 | 0 | 6  | 2  | +4   |
| 3 | Martinique | 3   | 3 | 1 | 0 | 2 | 4  | 6  | -2   |
| 4 | Nicaragua  | 0   | 3 | 0 | 0 | 3 | 1  | 7  | -6   |

1re journée
| 8 juillet 2017 | États-Unis | 1 - 1 | Panama      | Nissan Stadium, Nashville                                  |                                                            |
| | Dwyer 50e  | (0 - 0) | 60e Camargo | Spectateurs : 47 622 Arbitrage : Fernando Guerrero Ramírez | Spectateurs : 47 622 Arbitrage : Fernando Guerrero Ramírez |
| | Rapport    | |             | Spectateurs : 47 622 Arbitrage : Fernando Guerrero Ramírez | Spectateurs : 47 622 Arbitrage : Fernando Guerrero Ramírez |
| Guzan - Jorge Villafaña, Besler, Gonzalez, Zusi - Rowe ( 69e Zardes), Acosta, Corona ( 61e Agudelo), McCarty, Bedoya ( 81e Morris) - Dwyer | Équipes    | Calderón - Ovalle, Chen, Vargas, Murillo - Camargo ( 71e Cooper), Godoy, Gómez ( 79e Núñez), Bárcenas - Díaz ( 57e Arroyo), Torres |             | Spectateurs : 47 622 Arbitrage : Fernando Guerrero Ramírez | Spectateurs : 47 622 Arbitrage : Fernando Guerrero Ramírez |

| 8 juillet 2017 | Martinique                 | 2 - 0 | Nicaragua | Nissan Stadium, Nashville                    |                                              |
| | Parsemain 35e · Langil 66e | (1 - 0) |           | Spectateurs : 5 515 Arbitrage : Kimbell Ward | Spectateurs : 5 515 Arbitrage : Kimbell Ward |
| | Rapport                    | |           | Spectateurs : 5 515 Arbitrage : Kimbell Ward | Spectateurs : 5 515 Arbitrage : Kimbell Ward |
| Olimpa - Jean-Baptiste ( 70e),Crétinoir ( 62e), Delem, Vitulin - Hérelle, Abaul, Nédra ( 33e, 65e Langil) - Parsemain, Audel ( 77e Jougon), Arquin ( 82e, 89e Angély) | Équipes                    | Llorente - Rosas, Copete, Téllez, Quijano - Chavarría ( 87e), López, Galeano, Montiel ( 87e Veliz), Figueroa ( 58e García) - Hurtado ( 46e Pavón) |           | Spectateurs : 5 515 Arbitrage : Kimbell Ward | Spectateurs : 5 515 Arbitrage : Kimbell Ward |

2e journée
| 12 juillet 2017 | Panama                | 2 - 1   | Nicaragua     | Raymond James Stadium, Tampa |                          |
|                 | Díaz 50e · Torres 57e | (0 - 0) | 49e Chavarría | Arbitrage : Drew Fischer     | Arbitrage : Drew Fischer |
|                 | Rapport               |         |               | Arbitrage : Drew Fischer     | Arbitrage : Drew Fischer |

| 12 juillet 2017 | États-Unis                    | 3 - 2 | Martinique        | Raymond James Stadium, Tampa                    |                                                 |
| | Gonzalez 54e · Morris 64e 76e | (0 - 0) | 66e 75e Parsemain | Spectateurs : 23 368 Arbitrage : Henry Bejarano | Spectateurs : 23 368 Arbitrage : Henry Bejarano |
| | Rapport                       | |                   | Spectateurs : 23 368 Arbitrage : Henry Bejarano | Spectateurs : 23 368 Arbitrage : Henry Bejarano |
| Guzan - Morrow ( 81e), Hedges, Gonzalez, Lichaj - Agudelo ( 86e McCarty), Acosta ( 62e Bedoya), Zardes, Roldan, Arriola ( 73e Pontius) - Morris | Équipes                       | Olimpa - Jean-Baptiste ( 70e),Crétinoir ( 62e), Delem, Zaïre ( 56e Nédra), Vitulin ( 62e) - Audel, Abaul, Hérelle ( 78e Marajo) - Parsemain, Arquin ( 64e Langil) |                   | Spectateurs : 23 368 Arbitrage : Henry Bejarano | Spectateurs : 23 368 Arbitrage : Henry Bejarano |

3e journée
| 15 juillet 2017 | Panama                                | 3 - 0 | Martinique | FirstEnergy Stadium, Cleveland    |                                   |
| | Murillo 44e · Arroyo 60e · Torres 67e | (1 - 0) |            | Arbitrage : Roberto García Orozco | Arbitrage : Roberto García Orozco |
| | Rapport                               | |            | Arbitrage : Roberto García Orozco | Arbitrage : Roberto García Orozco |
| Calderón - Ovalle, Chen, Escobar, Murillo - Camargo, Godoy ( 70e Bárcenas), Gómez ( 84e Heráldez), Cooper - Arroyo ( 78e), Torres ( 56e, 72e Díaz) | Équipes                               | Olimpa - Jean-Baptiste ( 18e, 57e Arquin),Crétinoir, Delem, Vitulin ( 6e) - Nédra, Abaul, Jougon ( 68e Thimon ( 76e)) - Parsemain, Langil ( 75e), Audel ( 33e Hérelle) |            | Arbitrage : Roberto García Orozco | Arbitrage : Roberto García Orozco |

| 15 juillet 2017 | Nicaragua | 0 - 3   | États-Unis                         | FirstEnergy Stadium, Cleveland                    |                                                   |
|                 |           | (0 - 1) | 36e Corona · 56e Rowe · 88e Miazga | Spectateurs : 27 934 Arbitrage : Melvin Matamoros | Spectateurs : 27 934 Arbitrage : Melvin Matamoros |
|                 | Rapport   |         |                                    | Spectateurs : 27 934 Arbitrage : Melvin Matamoros | Spectateurs : 27 934 Arbitrage : Melvin Matamoros |

### Groupe C
|   | Équipe   | Pts | J | G | N | P | BP | BC | Diff |
| - | -------- | --- | - | - | - | - | -- | -- | ---- |
| 1 | Mexique  | 7   | 3 | 2 | 1 | 0 | 5  | 1  | +4   |
| 2 | Jamaïque | 5   | 3 | 1 | 2 | 0 | 3  | 1  | +2   |
| 3 | Salvador | 4   | 3 | 1 | 1 | 1 | 4  | 4  | 0    |
| 4 | Curaçao  | 0   | 3 | 0 | 0 | 3 | 0  | 6  | -6   |

1re journée
| 9 juillet 2017 | Curaçao | 0 - 2   | Jamaïque                    | Qualcomm Stadium, San Diego    |                                |
|                |         | (0 - 0) | 58e Williams · 73e Mattocks | Arbitrage : Armando Villarreal | Arbitrage : Armando Villarreal |
|                | Rapport |         |                             | Arbitrage : Armando Villarreal | Arbitrage : Armando Villarreal |

| 9 juillet 2017 | Mexique                               | 3 - 1   | Salvador    | Qualcomm Stadium, San Diego                    |                                                |
|                | Marín 8e · Hernández 29e · Pineda 55e | (2 - 1) | 10e Bonilla | Spectateurs : 53 133 Arbitrage : Óscar Moncada | Spectateurs : 53 133 Arbitrage : Óscar Moncada |
|                | Rapport                               |         |             | Spectateurs : 53 133 Arbitrage : Óscar Moncada | Spectateurs : 53 133 Arbitrage : Óscar Moncada |

2e journée
| 13 juillet 2017 | Salvador               | 2 - 0   | Curaçao | Sports Authority Field, Denver         |                                        |
|                 | Mayén 21e · Zelaya 24e | (2 - 0) |         | Arbitrage : Héctor Francisco Rodríguez | Arbitrage : Héctor Francisco Rodríguez |
|                 | Rapport                |         |         | Arbitrage : Héctor Francisco Rodríguez | Arbitrage : Héctor Francisco Rodríguez |

| 13 juillet 2017 | Mexique | 0 - 0   | Jamaïque | Sports Authority Field, Denver                   |                                                  |
|                 |         | (0 - 0) |          | Spectateurs : 49 121 Arbitrage : Ricardo Montero | Spectateurs : 49 121 Arbitrage : Ricardo Montero |
|                 | Rapport |         |          | Spectateurs : 49 121 Arbitrage : Ricardo Montero | Spectateurs : 49 121 Arbitrage : Ricardo Montero |

3e journée
| 16 juillet 2017 | Jamaïque            | 1 - 1   | Salvador    | Alamodome, San Antonio   |                          |
|                 | Mattocks 64e (pen.) | (0 - 1) | 15e Bonilla | Arbitrage : Jair Maruffo | Arbitrage : Jair Maruffo |
|                 | Rapport             |         |             | Arbitrage : Jair Maruffo | Arbitrage : Jair Maruffo |

| 16 juillet 2017 | Curaçao | 0 - 2   | Mexique                     | Alamodome, San Antonio                        |                                               |
|                 |         | (0 - 1) | 22e Sepúlveda · 90e Álvarez | Spectateurs : 44 232 Arbitrage : Kimbell Ward | Spectateurs : 44 232 Arbitrage : Kimbell Ward |
|                 | Rapport |         |                             | Spectateurs : 44 232 Arbitrage : Kimbell Ward | Spectateurs : 44 232 Arbitrage : Kimbell Ward |

### Meilleurs troisièmes
Les deux meilleurs troisièmes de groupe sont repêches pour compléter le tableau des quarts-de-finale.    
| Groupe | Équipe     | Pts | J | G | N | P | Bp | Bc | Diff |
| ------ | ---------- | --- | - | - | - | - | -- | -- | ---- |
| A      | Honduras   | 4   | 3 | 1 | 1 | 1 | 3  | 1  | +2   |
| C      | Salvador   | 4   | 3 | 1 | 1 | 1 | 4  | 4  | 0    |
| B      | Martinique | 3   | 3 | 1 | 0 | 2 | 4  | 6  | -2   |

## Tableau final
|  | Quarts de finale         | Quarts de finale         | Quarts de finale         | Quarts de finale         |            |            | Demi-finales          | Demi-finales          | Demi-finales          | Demi-finales          |  |  | Finale                  | Finale                  | Finale                  | Finale                  |
|  |                          |                          |                          |                          |            |            |                       |                       |                       |                       |  |  |                         |                         |                         |                         |
|  | 19 juillet, Philadelphie | 19 juillet, Philadelphie | 19 juillet, Philadelphie | 19 juillet, Philadelphie |            |            | 22 juillet, Arlington | 22 juillet, Arlington | 22 juillet, Arlington | 22 juillet, Arlington |  |  | 26 juillet, Santa Clara | 26 juillet, Santa Clara | 26 juillet, Santa Clara | 26 juillet, Santa Clara |
|  | 19 juillet, Philadelphie | 19 juillet, Philadelphie | 19 juillet, Philadelphie | 19 juillet, Philadelphie |            |            | 22 juillet, Arlington | 22 juillet, Arlington | 22 juillet, Arlington | 22 juillet, Arlington |  |  | 26 juillet, Santa Clara | 26 juillet, Santa Clara | 26 juillet, Santa Clara | 26 juillet, Santa Clara |
|  | Costa Rica               | Costa Rica               | 1                        | 1                        |            |            | 22 juillet, Arlington | 22 juillet, Arlington | 22 juillet, Arlington | 22 juillet, Arlington |  |  | 26 juillet, Santa Clara | 26 juillet, Santa Clara | 26 juillet, Santa Clara | 26 juillet, Santa Clara |
|  | Costa Rica               | Costa Rica               | 1                        | 1                        |            |            | 22 juillet, Arlington | 22 juillet, Arlington | 22 juillet, Arlington | 22 juillet, Arlington |  |  | 26 juillet, Santa Clara | 26 juillet, Santa Clara | 26 juillet, Santa Clara | 26 juillet, Santa Clara |
|  | Panama                   | Panama                   | 0                        | 0                        |            |            | 22 juillet, Arlington | 22 juillet, Arlington | 22 juillet, Arlington | 22 juillet, Arlington |  |  | 26 juillet, Santa Clara | 26 juillet, Santa Clara | 26 juillet, Santa Clara | 26 juillet, Santa Clara |
|  | Panama                   | Panama                   | 0                        | 0                        | Costa Rica | Costa Rica | 0                     | 0                     |                       |                       |  |  | 26 juillet, Santa Clara | 26 juillet, Santa Clara | 26 juillet, Santa Clara | 26 juillet, Santa Clara |
|  | 19 juillet, Philadelphie |                          |                          |                          | Costa Rica | Costa Rica | 0                     | 0                     |                       |                       |  |  | 26 juillet, Santa Clara | 26 juillet, Santa Clara | 26 juillet, Santa Clara | 26 juillet, Santa Clara |
|  |                          |                          | États-Unis               | États-Unis               | 2          | 2          |                       |                       |                       |                       |  |  | 26 juillet, Santa Clara | 26 juillet, Santa Clara | 26 juillet, Santa Clara | 26 juillet, Santa Clara |
|  | États-Unis               | États-Unis               | États-Unis               | États-Unis               | 2          | 2          | 2                     | 2                     |                       |                       |  |  | 26 juillet, Santa Clara | 26 juillet, Santa Clara | 26 juillet, Santa Clara | 26 juillet, Santa Clara |
|  | États-Unis               | États-Unis               | 23 juillet, Pasadena     |                          |            |            | 2                     | 2                     |                       |                       |  |  | 26 juillet, Santa Clara | 26 juillet, Santa Clara | 26 juillet, Santa Clara | 26 juillet, Santa Clara |
|  | Salvador                 | Salvador                 | 0                        | 0                        |            |            |                       |                       |                       |                       |  |  | 26 juillet, Santa Clara | 26 juillet, Santa Clara | 26 juillet, Santa Clara | 26 juillet, Santa Clara |
|  | Salvador                 | Salvador                 | 0                        | 0                        | États-Unis | États-Unis | 2                     | 2                     |                       |                       |  |  |                         |                         |                         |                         |
|  | 20 juillet, Glendale     |                          |                          |                          | États-Unis | États-Unis | 2                     | 2                     |                       |                       |  |  |                         |                         |                         |                         |
|  |                          |                          | Jamaïque                 | Jamaïque                 | 1          | 1          |                       |                       |                       |                       |  |  |                         |                         |                         |                         |
|  | Jamaïque                 | Jamaïque                 | Jamaïque                 | Jamaïque                 | 1          | 1          | 2                     | 2                     |                       |                       |  |  |                         |                         |                         |                         |
|  | Jamaïque                 | Jamaïque                 |                          |                          |            |            |                       |                       |                       |                       |  |  |                         |                         |                         |                         |
|  | Canada                   | Canada                   | 1                        | 1                        |            |            |                       |                       |                       |                       |  |  |                         |                         |                         |                         |
|  | Canada                   | Canada                   | 1                        | 1                        | Jamaïque   | Jamaïque   | 1                     | 1                     |                       |                       |  |  |                         |                         |                         |                         |
|  | 20 juillet, Glendale     |                          |                          |                          | Jamaïque   | Jamaïque   | 1                     | 1                     |                       |                       |  |  |                         |                         |                         |                         |
|  |                          |                          | Mexique                  | Mexique                  | 0          | 0          |                       |                       |                       |                       |  |  |                         |                         |                         |                         |
|  | Mexique                  | Mexique                  | Mexique                  | Mexique                  | 0          | 0          | 1                     | 1                     |                       |                       |  |  |                         |                         |                         |                         |
|  | Mexique                  | Mexique                  |                          |                          |            |            |                       | 1                     |                       |                       |  |  |                         |                         |                         |                         |
|  | Honduras                 | Honduras                 | 0                        | 0                        |            |            |                       |                       |                       |                       |  |  |                         |                         |                         |                         |
|  | Honduras                 | Honduras                 | 0                        | 0                        |            |            |                       |                       |                       |                       |  |  |                         |                         |                         |                         |
|  |                          |                          |                          |                          |            |            |                       |                       |                       |                       |  |  |                         |                         |                         |                         |

### Quarts-de-finale
| 19 juillet 2017 | Costa Rica      | 1 - 0   | Panama | Lincoln Financial Field, Philadelphie |                           |
|                 | Godoy 77e (csc) | (0 - 0) |        | Arbitrage : Óscar Moncada             | Arbitrage : Óscar Moncada |
|                 | Rapport         |         |        | Arbitrage : Óscar Moncada             | Arbitrage : Óscar Moncada |

| 19 juillet 2017 | États-Unis                  | 2 - 0   | Salvador | Lincoln Financial Field, Philadelphie         |                                               |
|                 | González 41e · Lichaj 45+2e | (2 - 0) |          | Spectateurs : 31 615 Arbitrage : Drew Fischer | Spectateurs : 31 615 Arbitrage : Drew Fischer |
|                 | Rapport                     |         |          | Spectateurs : 31 615 Arbitrage : Drew Fischer | Spectateurs : 31 615 Arbitrage : Drew Fischer |

| 20 juillet 2017 | Jamaïque                  | 2 - 1   | Canada      | University of Phoenix Stadium, Glendale |                             |
|                 | Francis 6e · Williams 50e | (1 - 0) | 61e Hoilett | Arbitrage : Ricardo Montero             | Arbitrage : Ricardo Montero |
|                 | Rapport                   |         |             | Arbitrage : Ricardo Montero             | Arbitrage : Ricardo Montero |

| 20 juillet 2017 | Mexique    | 1 - 0   | Honduras | University of Phoenix Stadium, Glendale       |                                               |
|                 | Pizarro 4e | (1 - 0) |          | Spectateurs : 37 404 Arbitrage : Walter Lopez | Spectateurs : 37 404 Arbitrage : Walter Lopez |
|                 | Rapport    |         |          | Spectateurs : 37 404 Arbitrage : Walter Lopez | Spectateurs : 37 404 Arbitrage : Walter Lopez |

### Demi-finales
| 22 juillet 2017 | Costa Rica | 0 - 2   | États-Unis                 | AT&T Stadium, Arlington                       |                                               |
|                 |            | (0 - 0) | 72e Altidore · 82e Dempsey | Spectateurs : 45 516 Arbitrage : Joel Aguilar | Spectateurs : 45 516 Arbitrage : Joel Aguilar |
|                 | Rapport    |         |                            | Spectateurs : 45 516 Arbitrage : Joel Aguilar | Spectateurs : 45 516 Arbitrage : Joel Aguilar |

| 23 juillet 2017 | Mexique | 0 - 1   | Jamaïque     | Rose Bowl, Pasadena                         |                                             |
|                 |         | (0 - 0) | 88e Lawrence | Spectateurs : 42 393 Arbitrage : John Pitti | Spectateurs : 42 393 Arbitrage : John Pitti |
|                 | Rapport |         |              | Spectateurs : 42 393 Arbitrage : John Pitti | Spectateurs : 42 393 Arbitrage : John Pitti |

### Finale
| Finale          | États-Unis                | 2 - 1   | Jamaïque   | Levi's Stadium, Santa Clara                   |                                               |
| 26 juillet 2017 | Altidore 45e · Morris 88e | (1 - 0) | 50e Watson | Spectateurs : 63 032 Arbitrage : Walter Lopez | Spectateurs : 63 032 Arbitrage : Walter Lopez |
| 26 juillet 2017 | Rapport                   |         |            | Spectateurs : 63 032 Arbitrage : Walter Lopez | Spectateurs : 63 032 Arbitrage : Walter Lopez |

## Statistiques et récompenses

### Classement des buteurs
3 buts
- Alphonso Davies
- Jordan Morris
- Kévin Parsemain

2 buts
- Omar Gonzalez
- Jozy Altidore
- Darren Mattocks
- Romario Williams
- Gabriel Torres
- Nelson Bonilla

1 but
- Scott Arfield
- Junior Hoilett
- Dejan Jakovic
- Francisco Calvo
- David Ramírez
- Ariel Francisco Rodríguez
- Marco Ureña
- Rodney Wallace
- Joe Corona
- Clint Dempsey
- Dom Dwyer
- Eric Lichaj
- Matt Miazga
- Kelyn Rowe
- Roy Contout
- Sloan Privat
- Shaun Francis
- Kemar Lawrence
- Je-Vaughn Watson
- Steeven Langil
- Edson Álvarez
- Elías Hernández
- Hedgardo Marín
- Orbelín Pineda
- Rodolfo Pizarro
- Ángel Sepúlveda
- Carlos Chavarría
- Abdiel Arroyo
- Miguel Camargo
- Ismael Díaz
- Michael Amir Murillo
- Gerson Mayen
- Rodolfo Zelaya

Buts contre son camp
1 but
- Aníbal Godoy (pour le Costa Rica)

### Récompenses
- Meilleur joueur:  Michael Bradley
- Meilleur buteur:  Alphonso Davies
- Meilleur jeune joueur:  Alphonso Davies
- Meilleur gardien:  Andre Blake
- Prix du fair-play:  États-Unis

### Équipe type
| Gardien     | Défenseurs                                               | Milieux                                                       | Attaquants                  |
| ----------- | -------------------------------------------------------- | ------------------------------------------------------------- | --------------------------- |
| Andre Blake | Graham Zusi Omar Gonzalez Jermaine Taylor Kemar Lawrence | Darlington Nagbe Jesús Dueñas Michael Bradley Alphonso Davies | Jozy Altidore Jordan Morris |